# Bonanada
Bonanada vinculada a Valencia, fue una matrona judía de prestigio entre la nobleza aragonesa de la Edad Media. Fue matrona de la reina Leonor de Sicilia. Gracias al reconocimiento del gual gozaba, trabajó para diferentes monarquías y familias nobles de la Corona de Aragón, así como en la corte de Juan I de Castilla.

## Trayectoria, prisión y reconocimiento
Es a través de una carta escrita por Pedro III de Aragón dirigida a su hijo —el infante Juan y futuro Juan I de Aragón— escrita el 5 de octubre de 1373, donde encontramos la primera referencia a ésta matrona. La carta del rey Pedro III pedía a su hijo que liberara a Bonanada, a la cual había acusado de causar la muerte de su prometida Juana de Valois -princesa de Francia- la cual falleció en Béziers en el trayecto hacia Perpiñán, destino donde se iban a celebrar la boda con Juan. Pedro III pedía a su hijo que valorara como, Bonanada, desde Valencia, podría haber asesinado a Juana de Valois en Francia, y añadía "que si esto fuera cierto, no habría rey ni gran señor en el mundo que no estuviera muerto".
También la reina Leonor de Sicilia, a través de una carta enviada al día siguiente, pedía a su hijo, igual que había hecho Pedro III, la exculpación de la matrona y defendía su honor manifestando su plena confianza en ella. Además, Leonor de Sicilia pedía la libertad de Bonanada para que pudiera asistir durante el parto a Juana de Ampúrias —hermana del propio Juan—. Las demandas de los reyes fueron atendidas y Bonanada fue absuelta.
Habiendo sido liberada, su reputación quedó restablecida y continuó su tarea como matrona. En el año 1380 asistió a Leonor de Aragón y Foix durante el nacimiento de su hijo Fernando I de Antequera —hijo de Juan I de Castilla— el cual acabaría siendo el rey Fernando I de Aragón.
Fue requerida por el rey Juan I de Aragón —el cual años antes la había encarcelado— para que asistiera a su esposa Violante de Bar. Fue la misma Violante la que pedía los servicios de Bonanada rehusando los servicios de otras comadronas recomendadas sobre todo por su madre, María de Francia. Bonanada atendió los diversos partos de Violante de Bar, por este motivo ella se desplazaba allí donde estuviera la reina.

## Medicina: Sabiduría femenina[2]
En la Edad Media, la medicina se practicaba fuera de la regulación profesional hasta pasado el siglo XIV. Esta regulación afectó sobre todo a las mujeres que hasta entonces habían trabajado en la medicina atendiendo las enfermedades, partos, curas y realizando tratamientos, pues eran las que conocían las propiedades de diferentes plantas y remedios medicinales, siendo estos unos saberes ancestrales que se habían transmitido oralmente entre las mujeres de generación en generación.
En el contexto social en el cual vivía Bonanada, la figura de la matrona era relevante porque eran las mujeres las que podían atender a otras mujeres, y así mantener la intimidad de los cuerpos femeninos.

Las sanadoras poseían unos conocimientos empíricos, ya que eran mujeres con una forma propia, no abstracta sino encarnada, de hacer teoría, pero hábiles en el ejercicio de la curación, y su actuación fue muy extensa alcanzando a todos los sectores sociales. La asistencia a los partos y el tratamiento de las enfermedades propias de las mujeres y de algunas enfermedades infantiles estuvo a cargo de las mujeres, algunas de las cuales eran llamadas mujeres sabias y incluso mujeres médicos.
Mujeres sabias: sabiduría médica femenina.
Azucena Ruiz ViedmaDones sàvies: Saviesa mèdica femenina